# Vingt-troisième amendement de la Constitution des États-Unis

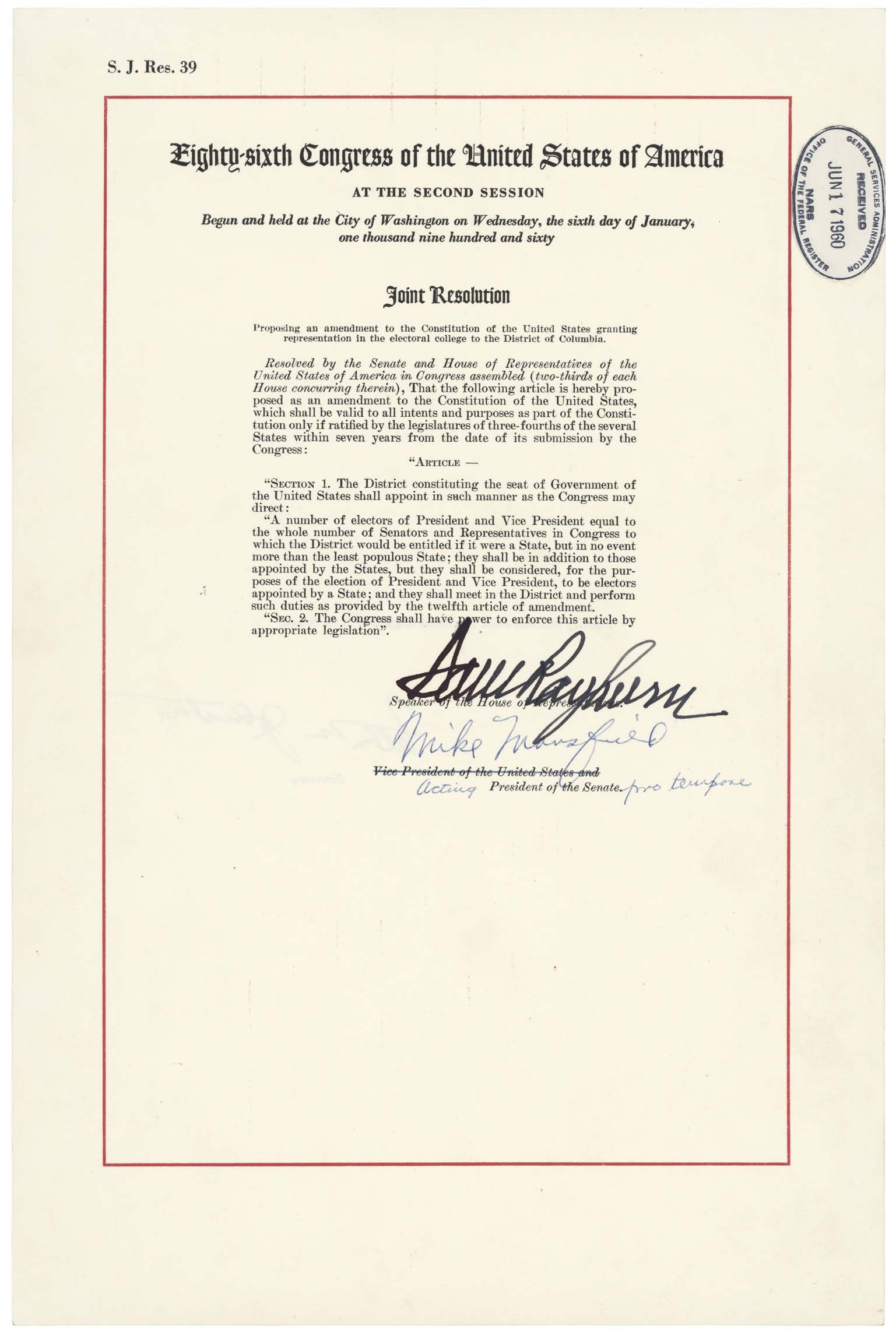
Texte du XXIIIe amendement.

Le XXIIIe amendement de la Constitution des États-Unis permet aux citoyens du District de Columbia de voter pour les grands électeurs qui éliront le président et le vice-président. Il est ratifié le 29 mars 1961. L'élection présidentielle de 1964 est la première où l'amendement est appliqué.

## Texte
Le texte du vingt-troisième amendement est le suivant :
« Section 1. The District constituting the seat of Government of the United States shall appoint in such manner as the Congress may direct: A number of electors of President and Vice President equal to the whole number of Senators and Representatives in Congress to which the District would be entitled if it were a State, but in no event more than the least populous State; they shall be in addition to those appointed by the States, but they shall be considered, for the purposes of the election of President and Vice President, to be electors appointed by a State; and they shall meet in the District and perform such duties as provided by the twelfth article of amendment.

Section 2. The Congress shall have power to enforce this article by appropriate legislation. »
« Article 1. Le district où se trouve établi le siège du gouvernement des États-Unis désignera selon la procédure que pourra déterminer le Congrès un nombre d'électeurs du président et du vice-président équivalant au nombre total des sénateurs et représentants au Congrès auquel ce district aurait droit s'il était constitué en État ; ce nombre ne pourra dépasser en aucun cas celui des électeurs désignés par l'État le moins peuplé de l'Union ; ces électeurs se joindront à ceux désignés par les États et ils seront considérés, pour les besoins de l'élection du président et du vice-président, comme désignés par un État ; ils se réuniront sur le territoire du district et rempliront les devoirs spécifiés par le Douzième amendement.

Article 2. Le Congrès aura le pouvoir de donner effet aux dispositions du présent article par une législation appropriée. »

## Conséquence
Depuis 1964 et à chaque élection présidentielle, trois grands électeurs sont désignés par le district de Columbia, sur le principe du winner-take-all. Jusqu'à présent, toutes les élections à Washington DC ont largement favorisé le parti démocrate : chaque candidat du parti gagne largement sur l'opposant républicain, en récoltant 80 à 90 % des suffrages (même en 1972 et 1984 avec les réélections massives à l'échelle nationale des républicains Nixon et Reagan). Les trois grands électeurs ne furent pas décisifs à ce jour.